# 南部甕男
南部 甕男（なんぶ みかお、弘化2年6月15日（1845年7月19日） - 1923年（大正12年）9月19日）は、明治期の日本の司法官僚。正二位勲一等男爵。号は南陽。

## 生涯
弘化2年（1845年）、土佐藩郷士・南部従吾（忠克、静斎）の長男として高岡郡大野見村久万秋（現在の中土佐町）に生まれる。父は佐藤一斎に学んだ陽明学者で、門人には武市瑞山、谷干城らがいた。
土佐勤王党に加盟し、文久2年（1862年）に脱藩して上洛。諸藩の志士と交わるなど勤皇活動に従事した。三条実美の衛士となり、八月十八日の政変では実美に従って長州藩へ亡命し、大宰府移住にも随行した。戊辰戦争では東山道先鋒総督の書記兼斥候を務めた。
維新後は、明治元年（1868年）12月の兵部少録任官を皮切りに、1875年（同8年）5月に7等判事、1876年（同9年）9月に熊本裁判所長、1880年（同13年）4月に神戸裁判所長、1881年（同14年）10月に司法権大書記官・民事局長、1891年（同24年）に大審院長心得（兼大審院部長）、東京控訴院長など、主に司法畑の要職を歴任した。同29年（1896年）6月5日に男爵に叙せられ、同年10月に大審院長に就任する。1906年（同39年）7月に退官した後は枢密顧問官を務め、法曹会の設立にも尽力した。
1923年（大正12年）、享年79で死去。青山霊園に葬られた。

## 栄典
位階
- 1884年（明治17年）6月30日 - 従五位[2]
- 1890年（明治23年）11月4日 - 従三位[3]
- 1896年（明治29年）12月21日 - 正三位[4]
- 1904年（明治37年）2月10日 - 従二位[5]

勲章等
- 1887年（明治20年）11月25日 - 勲四等旭日小綬章[6]
- 1889年（明治22年）
  - 11月25日 - 大日本帝国憲法発布記念章[7]
  - 12月27日 - 勲三等瑞宝章[8]
- 1891年（明治24年）3月30日 - 勲二等瑞宝章[9]
- 1900年（明治33年）6月30日 - 勲一等瑞宝章[10]
- 1912年（大正元年）8月1日 - 韓国併合記念章[11]
- 1915年（大正4年）11月10日 - 大礼記念章（大正）[12]
- 1923年（大正12年）9月19日 - 帝都復興記念章[13]

## 系譜・親族
南部家は南部光行の子孫と伝える。
甕男には3女があった。家督は長女幸子（さきこ）の婿である南部光臣（烏丸光徳三男、宮中顧問官・貴族院議員）が嗣いだ。次女瑞芽（みずめ）は志水美英（海軍主計大監）に嫁ぎ、三女敏子（としこ）は松平頼親（伯爵松平頼聰の六男）の夫人となった。